# 大水洋介
大水 洋介（おおみず ようすけ、1982年〈昭和57年〉12月12日 - ）は、日本のお笑いタレント、俳優。お笑いコンビ・ラバーガールのボケ担当。相方は飛永翼。青森県東津軽郡平内町出身。プロダクション人力舎所属。

## 人物
- 相方・飛永と同じくスクールJCA10期出身。
- 趣味・特技はスキー、暗記、野球観戦。
  - 野球は1990年から高校野球[2]、2000年からメジャーリーグのボストンレッドソックスファン[3]。国内では東北楽天ゴールデンイーグルスのファン[3]。
- 高校時代には青森放送で底ぬけAIR-LINEが担当するラジオ「金曜ワラッター!」のハガキ職人をしており、芸人を志す際にはどの養成所がいいかハガキで相談した[4]。古坂大魔王のすすめによりスクールJCAと吉本総合芸能学院（NSC）に願書を出し両方とも合格するも、「吉本は週6日授業なのに人力舎は週3日で『楽できるな』と思った」としてスクールJCAへ入学したという[5]。
- 事務所の先輩である今野浩喜（元キングオブコメディ）とは誕生日が同じで、親交がある。
- 皆藤愛子大好き芸人の大会に出場し、皆藤に興味がないのに「毎晩夢に出てきます」とだけ言い続けて優勝し、皆藤が好きな牛丼を食べさせてもらったことがある。ちなみにその大会には春日俊彰も出場していた。
- 姉が2人いる。
- 2019年8月11日、一般女性と結婚[6]。
- 2022年8月、第1子女児が誕生。

## 出演
コンビでの出演歴についてはラバーガールを参照。

### ドラマ
- コドモ警察（2012年4月24日、TBS）
- 勇者ヨシヒコと悪霊の鍵（2012年12月14日、テレビ東京） - モンスター 役
- 天魔さんがゆく（2013年7月22日、TBS） - 男の霊 役
- アオイホノオ（2014年7月期） - 岸本（きっちゃん） 役
- シリーズ・江戸川乱歩短編集 1925年の明智小五郎「心理試験」（2016年1月23日、NHK BSプレミアム） - 斎藤勇 役
- 女たちの特捜最前線（2016年8月4日、テレビ朝日） - 新田一馬 役
- 宇宙の仕事（2016年、Amazonプライム・ビデオ） - パロール星人 役
- 潜入捜査アイドル・刑事ダンス 第4話（2016年10月29日、テレビ東京） - 謹慎明けのミュージシャン・堂城アキラ 役
- スーパーサラリーマン左江内氏 第2話（2017年1月22日、日本テレビ）
- 警視庁・捜査一課長 第9話（2017年6月15日） - 才羽英二 役
- 連続テレビ小説 ひよっこ 第116話（NHK、2017年8月15日[7]） - 小水勉三 役
- 声ガール!（2018年5月6日、朝日放送） - 編集者 役
- ペンション・恋は桃色（2020年、フジテレビ）
- 働かざる者たち（2020年8月27日 - 10月1日、テレビ東京） - 鴨志田哲也 役
- 女子グルメバーガー部 第11話（2020年9月19日、テレビ東京） - 新井 役[8]
- 黒革の手帖 2021年版（2021年） - 堀江弁護士 役
- 恋はDeepに 第6話（2021年5月19日、日本テレビ） - 宅配員 役
- IP〜サイバー捜査班（2021年7月1日、テレビ朝日） - 鈴木巡査 役
- 来世ではちゃんとします2 第3話（2021年9月2日、テレビ東京） - ソープランドの店長 役　※相方の飛永はレギュラーキャスト。
- 特捜9 Season5 第5話（2022年5月4日、テレビ朝日） - 動画配信者・ネギズキ（根木透） 役
- 赤いナースコール（2022年7月11日 - 9月26日、テレビ東京） - 下塚半太 役[9]
- 雨に消えた向日葵（2022年7月24日 - 8月21日、WOWOW） - 中本郁也 役
- 個人差あります（8月6日 - 9月24日、フジテレビ） - 山谷貴大 役
- かりあげクン（2023年1月7日 - 3月25日、BS松竹東急） - 木下優 役 [10]
- 大病院占拠（2023年1月14日 - 3月18日、日本テレビ） - 茶鬼 / 加賀雄吾 役[11]
- スーパーのカゴの中身が気になる私（2023年7月23日 - 、中京テレビ） - 守山哲也 役[12]
- 埼玉のホスト 第1話（2023年7月26日、TBS） - 銀行員 役[13]
- 歴史探偵「家康VS秀吉 どうする家康コラボスペシャル（前編）・（後編）」（2023年8月23日・30日、NHK総合）- 豊臣秀吉 役
- ONE DAY〜聖夜のから騒ぎ〜（2023年10月9日 - 12月18日、フジテレビ） - 黒種草二 役[14][15]
- Re:リベンジ-欲望の果てに- 第4話（2024年5月2日、フジテレビ） - 記者 役
- しょせん他人事ですから 〜とある弁護士の本音の仕事 第2話（2024年7月26日、テレビ東京） - 二宮博美 役[16]
- モンスター 第5話（2024年11月11日、関西テレビ・フジテレビ系） - 石丸宏一 役
- 問題物件 第1話（2025年1月15日、フジテレビ） - 相田英司 役
- 御上先生 第2話 - 第4話（2025年1月19日 - 2月2日、TBS） - コンビニ店員 役

### 配信ドラマ
- 覆面D（2022年10月 - 11月、ABEMA）- 天山 役
- 憑きそい（2023年7月28日 - 、FOD） - 清住 役[17]
- 笑ゥせぇるすまん #7「地下アイドル -モグリズムII-」（2025年7月25日、Amazon Prime Video）[18][19]

### 映画
- ぱいかじ南海作戦（2012年） - ヨシオ 役
- 横道世之介（2013年） - 石田健次 役
- HK 変態仮面（2013年） - 細マッチョ仮面 役
- 女子ーズ（2014年） - アパレルショップのバカップル（男） 役
- オケ老人!（ファントム・フィルム、2016年11月11日公開） - レポーター 役
- 斉木楠雄のΨ難（2017年）
- blank13（2018年）
- 銀魂2 掟は破るためにこそある（2018年） - シト役
- はるヲうるひと（2021年） - 良太 役
- TOKYO TELEWORK FILM 短編 #3『HOME FIGHT』（2021年）
- 劇場版 シグナル 長期未解決事件捜査班（2021年） - 内閣情報調査室長の運転手 役
- ベイビーわるきゅーれ（2021年） - コンビニの店長
- MIRRORLIAR FILMS Season4『女優iの憂鬱／COMPLY+-ANCE』（2022年9月2日）[20][21]
- 湯道（2023年2月23日、東宝） - 鎌田一彦 役[22][23]
- #真相をお話しします（2025年4月25日、東宝）[24]

### バラエティ
- サタデーナイトチャイルドマシーン（2013年4月13日 - 6月29日、日本テレビ） - あご田さん（番組の案内役・声の出演）、ぐずぐず（「ぱるぱるさんのつくってあそぼ」・着ぐるみに入っての出演）

### CM
- ほっかほっか亭（2013年）「ヒャッホー篇」、「なりたい自分篇」、「ペコペコ篇」 サラリーマン役
- モンスターストライク（2018年）「Shall we モンス?」
- サントリー「サントリーオールフリー」（2023年）[25]

### アニメ
- ぐらP&ろで夫II（2016年） - コメノブ 役
- RE-MAIN（2021年） - 三田村修平 役

### web
- 【ご報告】指定難病になり入院して全身麻酔で手術することになりました（2025年1月19日、HIKAKINTV） - SEIKIN 役